# Казело (Козенца)
Казело је насеље у Италији у округу Козенца, региону Калабрија.
Према процени из 2011. у насељу је живело 219 становника. Насеље се налази на надморској висини од 98 м.